# Rubiżne
Rubiżne (ukr. Рубіжне) – miasto na Ukrainie w obwodzie ługańskim. Ośrodek przemysłu spożywczego, chemicznego oraz farmaceutycznego. Swoją siedzibę ma tu firma „Mikrohim”, największy ukraiński producent substancji oraz leków kardiologicznych.

## Historia
W 1931 roku zaczęto wydawać gazetę.
Prawa miejskie od 1934 roku.
W 1989 r. liczyło 74 078 mieszkańców.
W 2013 r. liczyło 60 374 mieszkańców.
W dniach 22-23 maja 2014 r. pod Rubiżnym w obwodzie ługańskim odbyły się pierwsze starcia pomiędzy Siłami Zbrojnymi Ukrainy a prorosyjskimi bojownikami. Miasto zostało zdobyte przez bojowników.